# Kvalifikace na Mistrovství světa ve fotbale 1970 (CAF)
Kvalifikace na Mistrovství světa ve fotbale 1970 zóny CAF určila jednoho účastníka závěrečného turnaje.
Po vyloučení dvou týmů čekaly na 11 týmů celkem tři fáze. První dvě byly hrány vyřazovacím systémem doma a venku, přičemž nejvýše nasazený tým byl nasazen až do druhého kola. Ve třetí fázi utvořila trojice týmů jednu skupinu, ve které se utkaly dvoukolově každý s každým doma a venku a vítěz postoupil na MS.

## První fáze
| Datum                     | Domácí   | Výsledek | Hosté    |
| ------------------------- | -------- | -------- | -------- |
| 17. listopadu 1968, Alžír | Alžírsko | 1 – 2    | Tunisko  |
| 29. prosince 1968, Tunis  | Tunisko  | 0 – 0    | Alžírsko |

Tunisko postoupilo do druhé fáze díky celkovému vítězství 2–1.
| Datum                         | Domácí  | Výsledek | Hosté   |
| ----------------------------- | ------- | -------- | ------- |
| 3. listopadu 1968, Casablanca | Maroko  | 1 – 0    | Senegal |
| 5. ledna 1969, Dakar          | Senegal | 2 – 1    | Maroko  |

Celkové skóre dvojzápasu bylo 2–2. O postupu rozhodl dodatečný zápas na neutrální půdě.
| Datum                      | Domácí | Výsledek | Hosté   |
| -------------------------- | ------ | -------- | ------- |
| 13. února 1969, Las Palmas | Maroko | 2 – 0    | Senegal |

Maroko postoupilo do druhé fáze.
| Datum                      | Domácí  | Výsledek | Hosté   |
| -------------------------- | ------- | -------- | ------- |
| 26. ledna 1969, Tripolis   | Libye   | 2 – 0    | Etiopie |
| 9. února 1969, Addis Abeba | Etiopie | 5 – 1    | Libye   |

Etiopie postoupila do druhé fáze díky celkovému vítězství 5–3.
| Datum                      | Domácí | Výsledek | Hosté  |
| -------------------------- | ------ | -------- | ------ |
| 27. října 1968, Ndola      | Zambie | 4 – 2    | Súdán  |
| 8. listopadu 1968, Chartúm | Súdán  | 4 – 2    | Zambie |

Celkové skóre dvojzápasu bylo 6–6, ale Súdán postoupil do druhé fáze kvůli tomu, že vstřelil ve druhém zápase více gólů.
| Datum                     | Domácí  | Výsledek | Hosté   |
| ------------------------- | ------- | -------- | ------- |
| 7. prosince 1968, Lagos   | Nigérie | 1 – 1    | Kamerun |
| 22. prosince 1968, Douala | Kamerun | 2 – 3    | Nigérie |

Nigérie postoupila do druhé fáze díky celkovému vítězství 4–3.

## Druhá fáze
| Datum                       | Domácí  | Výsledek       | Hosté   |
| --------------------------- | ------- | -------------- | ------- |
| 27. dubna 1969, Tunis       | Tunisko | 0 – 0          | Maroko  |
| 18. května 1969, Casablanca | Maroko  | 0 – 0 (prodl.) | Tunisko |

Celkové skóre dvojzápasu bylo 0–0. O postupu rozhodl dodatečný zápas na neutrální půdě.
| Datum                      | Domácí | Výsledek       | Hosté   |
| -------------------------- | ------ | -------------- | ------- |
| 13. června 1969, Marseille | Maroko | 2 – 2 (prodl.) | Tunisko |

Maroko postoupilo do třetí fáze díky hodu mincí.
| Datum                       | Domácí  | Výsledek | Hosté   |
| --------------------------- | ------- | -------- | ------- |
| 4. května 1969, Addis Abeba | Etiopie | 1 – 1    | Súdán   |
| 11. května 1969, Chartúm    | Súdán   | 3 – 1    | Etiopie |

Súdán postoupil do třetí fáze díky celkovému vítězství 4–2.
| Datum                   | Domácí  | Výsledek | Hosté   |
| ----------------------- | ------- | -------- | ------- |
| 10. května 1969, Ibadan | Nigérie | 2 – 1    | Ghana   |
| 18. května 1969, Accra  | Ghana   | 1 – 1    | Nigérie |

Nigérie postoupila do třetí fáze díky celkovému vítězství 3–2.

## Třetí fáze
| Poř. | Tým     | B | Z | V | R | P | VG | IG |
| ---- | ------- | - | - | - | - | - | -- | -- |
| 1    | Maroko  | 5 | 4 | 2 | 1 | 1 | 5  | 3  |
| 2    | Nigérie | 4 | 4 | 1 | 2 | 1 | 8  | 7  |
| 3    | Súdán   | 3 | 4 | 0 | 3 | 1 | 5  | 8  |

| Datum                      | Domácí  | Výsledek | Hosté   |
| -------------------------- | ------- | -------- | ------- |
| 13. září 1969, Lagos       | Nigérie | 2 – 2    | Súdán   |
| 21. září 1969, Casablanca  | Maroko  | 2 – 1    | Nigérie |
| 3. října 1969, Chartúm     | Súdán   | 3 – 3    | Nigérie |
| 10. října 1969, Chartúm    | Súdán   | 0 – 0    | Maroko  |
| 26. října 1969, Casablanca | Maroko  | 3 – 0    | Súdán   |
| 8. listopadu 1969, Ibadan  | Nigérie | 2 – 0    | Maroko  |

Maroko postoupilo na Mistrovství světa ve fotbale 1970.